# Matt Chamberlain
Matt Chamberlain (San Pedro, 17 aprile 1967) è un batterista statunitense.

## Biografia
La prima esperienza a livello professionale è del 1990, quando diventa il batterista di Edie Brickell & New Bohemians, suonando nell'album Ghost of a Dog. Dopo un breve periodo con i Pearl Jam si dedica all'attività di session man, diventando il batterista di Tori Amos, sia in studio (a partire dall'album From the Choirgirl Hotel) che dal vivo.
Tra le sue collaborazioni più importanti quelle con Bob Dylan dal vivo nel 2019 e nell'album del 2020 Rough and Rowdy Ways, con Bruce Springsteen nell'album del 2012 Wrecking Ball e con Leonard Cohen nell'ultimo album postumo Thanks for the Dance.

Nel corso della sua carriera ha suonato con vari artisti, tra cui Morrissey, Fiona Apple, Alanis Morissette, Christina Aguilera, Critters Buggin', Weapon of Choice, Lorde, Tim and Neil Finn, David Bowie (negli album del 2002 Heathen e del 2003 Reality), Elton John (nell'album del 2001 Songs from the West Coast), Peter Gabriel, The Wallflowers, Joe Cocker, Natalie Merchant, Kenny Rogers, Bill Frisell, the Saturday Night Live Band, Robbie Williams, Kanye West, Garbage, Anika Moa, Shakira, John Mayer, Brad Mehldau, Liz Phair, Chris Isaak, Dave Navarro, Bill Rieflin, Sam Phillips, William Shatner.
Ha inoltre lavorato con i musicisti italiani Elisa, Tiziano Ferro e Zucchero Fornaciari (nell'album del 2006 Fly).
Nel 2016, 2019, 2021 e 2024  ha vinto il sondaggio dei lettori della rivista Modern Drummer nella categoria Musicista di Studio .
Nel 2025 suona in tour con Paul Simon.